# Вінницький навчально-науковий інститут економіки Західноукраїнського національного університету
Вінницький навчально-науковий інститут економіки Західноукраїнського національного університету — структурний підрозділ Західноукраїнського національного університету.
Інститут знаходиться у місті Вінниці за адресою: вул. Гонти, 37, 21017.

## Історія
Вінницький навчально-науковий інститут економіки — найбільший віддалений структурний підрозділ Західноукраїнського національного університету. Свою діяльність на теренах Вінниччини інститут розпочав з 1 січня 1995 року під назвою Вінницька філія Тернопільської академії народного господарства. Після низки перейменувань інститут отримав сучасну назву — Вінницький навчально-науковий інститут економіки Західноукраїнського національного університету (ВННІЕ ЗУНУ).
Перший набір для навчання в інституті був зроблений у 1995 році, коли до лав студентів було зараховано 100 осіб, які виявили бажання навчатися на заочному відділенні за спеціальністю «Фінанси і кредит». В той же період інститут почав здійснювати перепідготовку фахівців за спеціальністю «Фінанси і кредит». З 2003 року інститут очолює д.е.н., професор Погріщук Борис Васильович, а починаючи з 2004 року інститут здійснює підготовку студентів за денною формою навчання.
Перший випуск фахівців, був зроблений у 2000 році, коли перші 86 молодих спеціалістів отримали дипломи про набуття вищої освіти. За більш ніж 25-ти річну історію свого існування Вінницький навчально-науковий інститут економіки став сучасним вищим економічним навчальним закладом, що розгорнув свою діяльність та території Вінницької, Хмельницької, Житомирської, Київської та інших областей, набув визнання освітянського та наукового загалу, успішно витримав конкурентну боротьбу з іншими навчальними закладами регіону та отримав стабільний контингент студентів. За роки свого існування інститут підготував для національного господарства України близько 10 тисяч спеціалістів та магістрів. Якщо у 2000 році перший випуск фахівців складав 82 особи, то в 2020 році було підготовлено 750 бакалаврів та магістрів. Всього за 2000—2020 роки було зроблено 20 випусків фахівців, серед яких понад 8000 спеціалістів та магістрів. Більше 3000 фахівців отримали дипломи про набуття другої вищої освіти.
|  |  |  |  |  |

## Сучасність
Сьогоднішній ВННІЕ ЗУНУ — провідний вищий економічний навчальний заклад, до складу якого входять 3 кафедри: фінансів, банківської справи та страхування; економіки, обліку та оподаткування; правознавства і гуманітарних дисциплін. Станом на 2021 рік в інституті навчається понад 2500 студентів, серед них більше 1000 студентів — на денній формі навчання.
Сьогодні інститут готує фахівців за освітньо-кваліфікаційними рівнями «бакалавр» та «магістр» за наступними спеціальностями: «Підприємництво, торгівля та біржова діяльність»; «Фінанси, банківська справа та страхування»; «Митна справа»; «Менеджмент»; «Облік і оподаткування»; «Економіка»; «Право»; «Правоохоронна діяльність»; «Туризм»; «Публічне управління та адміністрування»; «Менеджмент закладів охорони здоров'я»; «Фінансова грамотність»; «Міжнародні економічні відносини».
Нині в інституті працюють близько 60 висококваліфікованих викладачів, з яких 85 % мають наукові ступені та вчені звання. Серед викладачів найвищої кваліфікації — д.е.н., професори Б. В. Погріщук, А. В. Сірко, В. І. Мельник, Г. Б. Погріщук, Н. В. Добіжа, В. М. Семцов, В. В. Ясишена; кандидати наук, доценти І. В. Мартусенко, І. І. Світлак, В. М. Пилявець, О. М. Ціхановська, А. В. Козловський, О. М. Вільчинська, К. Є. Рум'янцева, С. А. Харчук, В. В. Добіжа, І. М. Сисоєва, Н. М. Головай, Л. Г. Дончак, О. Ю. Балазюк, В. М. Мирончук, В. В. Руденко, Н. В. Мацедонська, В. В. Очеретяний, Н. О. Васаженко, Н. П. Голота, О. Б. Погріщук, Р. Є. Волощук, Л. Б. Штефан, К. Є. Поджаренко (прекрасний педагог і спеціаліст)Катерина Поджаренко, І. В. Семчук та інші.
Вінницький навчально-науковий інститут економіки здійснює підготовку фахівців у власних приміщеннях загальною площею 4000 м2, де розміщуються 3 кафедри, 8 спеціалізованих лекційних аудиторій, 5 комп'ютерних класів, спортивна та актова зали, деканат, smart-hall, бібліотека, що налічує 50 тис. примірників сучасної навчальної на наукової літератури, медичний пункт, кафе, їдальня та інші допоміжні приміщення. Безпосередньо для роботи студентів завжди доступно близько 100 сучасних потужних комп'ютерів.
Під час навчального процесу студенти набувають не тільки теоретичних знань з базових економічних та юридичних дисциплін, а й активно формують власні практичні навички як майбутні фінансисти, банкіри, обліковці, підприємці, економісти, податківці, менеджери, юристи. Талановита та освічена молодь має можливість стажування за програмами співпраці на провідних підприємствах та установах регіону, а також бере участь у стипендіальних та грантових програмах Європейського Союзу й США, серед яких «Erasmus+», конкурс на здобуття стипендій імені Фулбрайта для проведення наукових досліджень у США, програма імені Бантінга (Канада), проект «Teraz Wrocław» (Польща), стипендіальні програми уряду Словаччини та багато інших. Вінницький навчально-науковий інститут економіки ЗУНУ реалізує міжнародну співпрацю із зарубіжними партнерами: Вроцлавським економічним університетом (Республіка Польща); Лодзьким університетом (Республіка Польща); Познанським економічним університетом (Республіка Польща); Університетом Миколаса Рамеріса (Республіка Литва); Університетом прикладних наук INHOLLAND (Королівство Нідерланди); Університетом «ARTIFEX» м. Бухарест (Румунія), Університетом Національного й світового господарства, м. Софія, (Болгарія); Університетом Nord, м. Бодьо, (Норвегія) з метою реалізації програми «Public sector economy» у межах програми Erasmus+. В інституті для студентів створені сприятливі умови для вивчення іноземних мов.
У ВННІЕ ЗУНУ активно ведеться робота з видання підручників та навчальних посібників з грифом МОН України та Вченої ради університету. Починаючи з 2003 року, в інституті щорічно проводяться Міжнародна та Всеукраїнська науково-практичні конференції з актуальних питань економічної науки та практики, на які запрошуються провідні вчені України та зарубіжних держав, ЗУНУ, інших навчальних закладів, державних установ, суб'єктів підприємництва тощо. За результатами проведених конференцій публікуються тези доповідей. Щороку в інституті захищаються кандидатські та докторські дисертації, формується наукова школа. Пишається Вінницький навчально-науковий інститут економіки такою вагомою складовою університетського життя, як студентська наука. Наші студенти неодноразово відзначалися на Всеукраїнських конкурсах студентських наукових робіт, які проводились у провідних ЗВО України. Вінницький навчально-науковий інститут економіки знаходиться у постійному пошуку та розвитку, планується відкриття нових спеціальностей. В 2012 році на базі інституту був створений ВСП Вінницький фаховий коледж економіки і підприємництва ЗУНУ який посів гідне місце на ринку освітніх послуг регіону. ВННІЕ ЗУНУ пишається своєю спадщиною та напрацюваннями в культурно-виховній та спортивній роботі. Щорічно організовується більше 50 заходів, у яких беруть участь близько 1500 студентів.

## Кадровий склад

### Директори (декани)
- Баліцький Віталій Григорович, д-р. іст. наук, професор — 1995—1996;
- Мазило Ігор Васильович, к.і.н., доцент — 1996—2003;
- Погріщук Борис Васильович, д-р. економ. наук, професор — з 2003 — донині.

## Вчена рада інституту
Склад Вченої ради Вінницького навчально-наукового інституту економіки Західноукраїнського національного університету на 2020—2022 рр.:
- Погріщук Борис — голова ради ВННІЕ ЗУНУ, професор;
- Світлак Ірина — заступник голови ради, доцент;
- Мартусенко Ірина — секретар ради, доцент;
- Сірко Анатолій — член ради, професор;
- Мельник Вікторія — член ради, професор;
- Погріщук Галина — член ради, професор;
- Пилявець Віктор — член ради, доцент;
- Мацедонська Наталія — член ради, доцент;
- Рум'янцева Катерина — член ради, доцент;
- Сисоєва Інна — член ради, кандидат економічних наук;
- Васаженко Наталія — член ради, голова профбюро;
- Александрович Владислав — член ради, заступник голови студентського самоврядування;
- Клебан Вікторія — член ради, член студентського самоврядування.

## Підрозділи

### Кафедра фінансів, банківської справи та страхування
Історія створення кафедри фінансів, банківської справи та страхування нерозривно пов'язана зі становленням та розвитком Вінницького навчально-наукового інституту економіки ЗУНУ. Адже в умовах переходу фінансової науки від хаотичного формування на стадію професіоналізації, у Подільському регіоні різко зріз попит на економічну освіту, яка б не лише характеризувалася значним спектром пріоритетів (фінанси, банківська справа, бюджетний менеджмент), але й змінювала б уяви соціуму щодо організації ринкової економіки. Саме тому, 1999 р. адміністрацією Тернопільської академії народного господарства було прийнято рішення щодо створення кафедри фінансів і кредиту на базі Вінницького інституту економіки ТАНГ.
Першим завідувачем кафедри фінансів і кредиту стала доцент, к.е.н., О. І. Марченко. Саме в цей період розпочалося зародження філософії кафедри, направленої на вироблення навчально-наукової стратегії, що орієнтована на довгострокові ефекти.
Після того як кафедру очолила професор, д.е.н., Г. Б. Погріщук структура кафедра фінансів і кредиту фактично знайшла свою завершеність. Сформовані професійні характеристики у вдалому поєднанні з командною роботою визначили основні принципи формування та розвитку колективу кафедри, було досягнуто впевнених успіхів під час виконання науково-дослідних тем, проведення міжнародних конференцій, робочих семінарів та ін. Накопичений досвід успішної роботи кафедри в цей період, засвідчив необхідність вирішення нетривіальних задач розвитку як освіти, так і науки, а тому у 2017 р. було прийнято рішення щодо перейменування кафедри фінансів і кредиту на кафедру фінансів, банківської справи та страхування.
Нині викладацький склад кафедри, за рахунок вдалого синтезу поколінь, представлений досвідченими фахівцями, які, маючи наукові ступені докторів та кандидатів економічних наук, постійно оновлюють свої знання та методи викладання економічних дисциплін.
Не можна не відзначити і той важливий факт, що на кафедрі приділяється значна увага науковій роботі студентів: активно функціонують наукові гуртки, проводяться круглі столи, організовуються різноманітні дискусії, у тому числі за участі практиків, що займаються проблемами у сфері фінансів.
Особливістю сучасної кафедри фінансів, банківської справи та страхування є наявність конкурентоздатного професорсько-викладацького складу та систематичний запуск навчально-наукових програм за новими спеціальностями. У свою чергу, адекватність вектора розвитку кафедри фінансів, банківської справи та страхування обумовлена вибором трьох основних напрямків роботи: підготовка високопрофесійних спеціалістів; нарощування наукового потенціалу; кооперація та створення партнерських відносин із владними структурами та бізнесом.

### Кафедра економіки, обліку та оподаткування
Кафедра економіки, обліку та оподаткування створена в 2019 році шляхом приєднання кафедри бухгалтерського обліку і аудиту до кафедри економіки підприємств і корпорацій. Кафедра економіки, обліку і оподаткування є випусковою і здійснює підготовку фахівців за освітньо-кваліфікаційними рівнями «бакалавр» і «магістр» за спеціальностями «Економіка», «Підприємництво, торгівля та біржова діяльність» та «Облік і оподаткування», «Менеджмент» на денній та заочній формі навчання. Науково-педагогічний колектив кафедри налічує 16 викладачів, з них 80 % мають наукові ступені та вчені звання. Кафедра забезпечує викладання близько 94 навчальних дисциплін. Очолює кафедру кандидат економічних наук, доцент Пилявець В. М. Організація наукових досліджень на кафедрі здійснюється шляхом виконання науково-дослідних робіт, індивідуальних наукових досліджень викладачів. За результатами наукових досліджень за останніх п'ять років викладачами кафедри опубліковано близько 500 наукових та навчально-методичних праць.
Серед основних видань кафедри — навчальні посібники: «Інформаційні системи і технології в обліку і аудиті. Практикум.» (автори: Волинець В. І., Погріщук Б. В., 2018 р.); «Методологія наукових досліджень і викладання облікових дисциплін» (автори: Ясишена В. В., Волинець В. І., 2017 р.); «Облік в державному секторі економіки» (автори: Сисоєва І. М., Балазюк О. Ю., Пославська Л. І., 2017 р.); «Інфраструктура товарного ринку» (автори: Пилявець В. М., Заруба В. П., 2015 р.); «Регіональна економіка» (автори Мартусенко І. В., Погріщук Б. В., 2015 р.); монографії: «Удосконалення організаційно-економічного механізму функціонування промислових підприємств» (2014 р.); «Фактори формування економічного потенціалу розвитку країни» (2019 р.), «Проблемні аспекти методології та організації обліку нематеріальних активів» (2020 р.) та інші.
Кафедра економіки, обліку та оподаткування підтримує тісні наукові зв'язки з провідними навчальними та науковими закладами України, державними, банківськими та фінансовими установами, аудиторськими фірмами, підприємствами та бізнесом регіону тощо.
Випускники кафедри можуть обіймати посади економіста, аналітика, маркетолога, менеджера, керівника підприємства, головного бухгалтера, аудитора, бухгалтера-експерта, податкового ревізора, займатись підприємницькою діяльністю, можуть працювати керівником малого підприємства у сфері консалтингової, страхової, банківської та рекламної діяльності, туризму, готельно-ресторанної справи, комерційним директором, антикризовим менеджером, головним економістом, начальником планово-економічного відділу, керівником відділу цін, аналітиком, фахівцем з ефективності підприємництва, консультантом з економічних питань, радником на підприємствах, в установах, організаціях всіх форм власності і видів економічної діяльності, в органах державної влади, державних установах, організовувати власний бізнес.

### Кафедра правознавства і гуманітарних дисциплін
Кафедра правознавства і гуманітарних дисциплін утворена 2019 року відповідно до наказу ТНЕУ № 230-К/тр шляхом приєднання кафедри гуманітарних і фундаментальних дисциплін. Навчально-виховний процес на кафедрі забезпечують доктори та кандидати наук, доценти та викладачі. Кафедра має значний науковий потенціал, що реалізується в науковій роботі над дисертаційними та монографічними дослідженнями з актуальних питань юридичної науки.
Склад кафедри становлять 19 осіб, з яких 1 професор, 13 доцентів та 5 викладачів. Очолює кафедру кандидат юридичних наук, доцент Світлак І. І. Кафедра ПГД здійснює підготовку студентів освітніх ступенів «бакалавр», «магістр» спеціальностей «Право» та «Правоохоронна діяльність», а також студентів інших спеціальностей, для яких навчальними планами передбачено опанування спеціальних юридичних та гуманітарних дисциплін. Кафедра забезпечує викладання близько 77 навчальних дисциплін.
Серед основних наукових видань кафедри монографії: «Удосконалення організаційно-економічного механізму функціонування промислових підприємств» (автори: Ціхановська О. М., Мельник В. І., Мартусенко І. В. Світлак І. І.); Адміністративна відповідальність за порушення правил полювання та рибальства (автори:. Світлак І. І.,. Скірський І. В., Сухоребра Т. І., 2014); Зовнішньоекономічний договір (контракт): (автори: Довбиш В. А., Світлак І. І., 2014); Криміналістичне забезпечення розкриття і розслідування злочинних порушень прав інтелектуальної власності автори: Світлак І. І., Скірський І. В., Поджаренко К. Є., 2016); Особливості державного примусу в умовах розбудови української державності (автори:. Світлак І. І.,. Скірський І. В., Гіжевський В. К., 2020 р.) та інші.
Кафедра ПГД активно співпрацює із Територіальним управлінням юстиції у Вінницькій області, Науково-дослідним експертно-криміналістичним центром при УМВС України у Вінницькій області, Вінницькою обласною універсальною науковою бібліотекою ім. К. А. Тімірязєва, Вінницьким міським судом Вінницької області та Вінницьким адміністративним окружним судом. Результатами співпраці стало проведення спільних наукових семінарів, конференцій, круглих столів на актуальні юридичні теми, а також організація практики студентів тощо.
Особлива увага науково-педагогічних працівників кафедри спрямована на сприяння подальшого працевлаштування майбутніх випускників, а саме: налагодження співпраці із державними органами управління та місцевого самоврядування у м. Вінниці та Вінницькій області; взаємодія із громадськими організаціями, встановлення зв'язків з підприємствами, установами, організаціями з питань сприяння працевлаштуванню випускників.
|  |  |  |  |  |

## Відомі випускники
- Дерун Галина Петрівна — директор ТОВ «Муніципальний консалтинговий центр», випускниця 2005 року.
- Вишневський Ігор Миколайович — фінансовий директор ПрАТ ПК «Поділля», випускник 2012 року.
- Лисюк Олександр Ярославович — в.о. начальника відділу фінансів Степанівської об'єднаної територіальної громади, випускник 2017 року.
- Пліхта Сергій Сергійович — громадський діяч, випускник 2012 року.
- Мотренко Тимофій Валентинович — член Уряду України, начальник Головного управління державної служби України (2003—2011 рр.); доктор філософських наук, професор; випускник 1998 року;
- Зарубінський Олег Олександрович — український політик та громадський діяч, народний депутат України 4-х скликань, директор Українського інституту дослідження екстремізму, випускник 1998 року;
- Коцемир Віктор Францович — голова Вінницької обласної адміністрації у 2002—2004 роках, випускник 1999 року;
- Продивус Володимир Степанович — народний депутат України 7-го скликання, випускник 2000 року;
- Кудлаєнко Сергій Володимирович — народний депутат України 8-го скликання, випускник 2010 року;
- Задорожнюк Павло Миколайович — депутат Вінницької міської ради 5-го та 6го скликань, випускник 2016 року;
- Ігнатов Сергій Новомирович — голова управління статистики у Вінницькій області, випускник 2001 року;
- Мріщук Андрій Олександрович — генеральний директор оптово-виробничої бази «Єко дім» випускник 2011 року;
- Брагін С. О. — директор департаменту валютного регулювання НБУ України, випускник 1998 року;
- Костелєй О. В. — заст. керуючого Вінницькою філією «ОТР BANK», випускник 2004 року;
- Гліхій В. Ю. — директор Вінницької філії АТ «Український інноваційний банк» випускник 2002 року;
- Семчук В. Т. — керуючий відділенням АКБ «Аркада» по Західному регіону;
- Іваненко Т. Т. — генеральний директор «VIA VERDE», випускник 2005 року;
- Паращук В. Г. — голова Федерації профспілок Вінницької області, випускник 2001 року;
- Король Л. А. — заст. начальника управління Національного банку України у Вінницькій області, випускник 2001 року;
- Душечкіна В. І. — начальник КРУ у Вінницькій області; випускник 2000 року;
- Синявський С. О. — заступник начальника Вінницького відділу поліції ГУНП у Вінницькій області, випускник 2010 року;
- Янчук С. А. — заступник начальника Головного управління ДФС у Вінницькій області.